# Amblyseius chanioticus
Amblyseius chanioticus är en spindeldjursart som beskrevs av Papadoulis 1997. Amblyseius chanioticus ingår i släktet Amblyseius och familjen Phytoseiidae. Inga underarter finns listade i Catalogue of Life.